# Julio Jones
Quintorris Lopez "Julio" Jones, född 8 februari 1989, är en amerikansk fotbollsspelare som spelar wide receiver för Tennessee Titans i NFL. Jones har spelat i NFL sedan 2011 och har under denna tid varit en av ligans bästa receivers.

## Professionell karriär

### Säsongen 2011
Jones blev draftad av Atlanta Falcons som den sjätte spelaren i draftens första runda. Redan i sin första säsong presterade Jones på en hög nivå och avslutade säsongen högt i flera kategorier bland andra rookies: 1:a i touchdowns och yards/receptions, 2:a i yards och 3:a i receptions. Jones prestation under sin första säsong gav honom en plats i det årligt utnämnda NFL All-Rookie Team som delas ut av Pro Football Writers of America (PFWA).

### Säsongen 2012
Redan under den första matchen av Jones andra säsong visade han att han nu hade tagit ännu ett steg i sin utveckling som spelare. I säsongsöppningen gjorde Jones sex receptions för 108 yards och två touchdowns. Säsongen fortsatte på liknande sätt och Jones avslutade säsongen med 79 receptions, 1198 yards och 10 touchdowns. Jones upptrappning i produktion ledde till att han blev uttagen till Pro Bowl för första gången och framröstad till den 26:e bästa spelaren i NFL av spelarna.
Atlanta Falcons kom till slutspel som bästa laget i NFC. I slutspelet presterade Jones på en hög nivå. I den första matchen mot Seattle Seahawks gjorde han sin första interception då han skickades in av tränaren på matchens sista spel, en hail mary från Russell Wilson. I nästa match, mot San Francisco 49ers, tog Jones emot 11 passningar för 182 yards och två touchdowns. Trots hans dominanta match förlorade laget till slut med 28-24.

### Säsongen 2013
Jones började säsongen på ett väldigt bra sätt och såg ut att vara på väg mot en ny bra säsong, mycket bättre än sina två tidigare, men i sin femte match för säsongen skadade han foten tillräckligt allvarligt för att missa resten av säsongen. På bara fem matcher fick han 41 receptions, 580 yards och två touchdowns.

### Säsongen 2014
Tillbaka från skadan började Jones säsongen på ett mycket bra sätt med 7 receptions och 116 yards. Säsongen bestod av ett antal dominanta prestationer från Jones sida, den mest framträdande av dessa var i  en match mot Green Bay Packers på Monday Night Football (MNF) då Jones nådde 11 receptions, hela 259 yards, ett personbästa för Jones, och en touchdown. På det stora hela hade Jones sin dittills bästa säsong och avslutade med 104 receptions och 1593 yards, varav båda var bäst i NFC och trea i hela NFL, samt sex touchdowns. Han blev återigen uttagen till Pro Bowl och blev av spelarna framröstad till den 13:e bästa spelaren i ligan.

### Säsongen 2015
Innan säsongens start skrev Julio Jones på en förlängning av hans kontrakt med Atlanta Falcons. Det nya kontraktet omfattade 71,25 miljoner dollar, varav 47,5 miljoner garanterade, spridda över fem år.
2015 kom att bli en ännu bättre säsong än 2014 och Jones blev på det sättet upptagen bland ligans absolut främsta receivers. Under säsongen hade Jones många matcher där han nådde höga antal yards men han lyckades inte slå det personliga rekordet som han uppnått året innan. Detta talar dock nästan för hans förmåga att prestera bra alla veckor denna säsong, utan matcher där han presterat mediokert. Två gånger under året blev Jones utnämnd NFC Offensive Player of the Week, hans två första sådana utmärkelser. Han avslutade säsongen med 136 receptions, delad första plats med Antonio Brown, 1871 yards, bäst i ligan och näst bäst någonsin, och åtta touchdowns. Jones blev röstad till sin tredje Pro Bowl och för första gången blev han också utsedd till AP NFL All-Pro Team. Ännu en gång hamnade han högt på spelarnas topplista, denna gång blev han röstad till den åttonde bästa spelaren i ligan.

### Säsongen 2016
Även 2016 blev en bra säsong för Jones. Trots att han inte kunde uppnå samma totala som året innan, inte ofta man får näst mest yards i historien, hade han en rad av bra matcher varav den främsta var när hans lag mötte Carolina Panthers i säsongens fjärde match. I matchen blev Jones historisk när han som sjätte spelare någonsin hade 300 yards i en match. Han fick även en touchdown. Tillsammans med sin quarterback Matt Ryan blev han del av det första paret med 500 passing yards och 300 receiving yards i en match i ligans historia. Denna otroliga prestation gjorde att Jones blev utsedd till NFC Offensive Player of the Week för tredje gången i sin karriär. Jones avslutade säsongen med 83 receptions för 1409 yards och sex touchdowns. Detta var ett klart steg ned i produktion från året innan men värt att notera är att hans yards/reception och yards/target var de högsta i karriären. Med andra ord kan man peka på färre tillfällen som en stor faktor i den minskade produktionen. Jones säsong var i vilket fall som helst fortfarande bland de absolut bästa i ligan och tillräckligt för att nå Pro Bowl för den fjärde gången i karriären och AP NFL All-Pro Team för andra året i rad. Ännu en gång blev han röstad högt på spelarnas topplista, denna gång slutade han som den tredje spelaren i ligan och den bästa receivern.
Atlanta Falcons tog sig till slutspel som det näst bästa laget i NFC och även i slutspelet fortsatte Jones att prestera. Efter nio recpetions för 180 yards och två touchdowns i NFC Championship, en match som Falcons vann med 44-21, var det dags för Jones första Super Bowl. Där skulle man möta New England Patriots som vunnit två år tidigare. Efter en bra start och en ledning med 28-3 började Falcons tappa och Patriots tog in allt mer. Sent i matchen, med ställningen 28-20, gjorde Jones en spektakulär mottagning på Patriots 22 yards-linje som borde ha avgjort matchen för gott. Efter ett antal dåliga spel av laget togs de dock ut ur field goal range och Patriots hade en chans att vända. Matchen slutade 34-28 till Patriots efter att de hade kvitterat och sedan vunnit i övertid.

### Säsongen 2017
Tillbaka efter en tuff förlust i Super Bowl året innan fortsatte Jones att prestera på en hög nivå under 2017 års säsong. Ännu en gång hade han ett år med en match som stack ut över alla andra: i vecka 12 mot Tampa Bay Buccaneers exploderade Jones med 12 receptions för 253 yards och två touchdowns. I och med denna match blev Jones den första spelaren i historien med tre matcher med över 250 receiving yards. För denna prestation utsågs han för fjärde gången i karriären till NFC Offensive Player of the Week. Jones avslutade säsongen med 88 receptions för 1444 yards men bara tre touchdowns. Ännu en gång tog sig Falcons till slutspel men i Divisional Round förlorade de mot Philadelphia Eagles som senare skulle vinna Super Bowl mot Patriots som Falcons förlorat mot året innan.  Jones prestation gjorde att han än en gång blev uttagen till Pro Bowl.

## Statistik
| År     | Lag     | Matcher | Targets | Receptions | Yards | Yards/Rec | Längsta | TDs |
| ------ | ------- | ------- | ------- | ---------- | ----- | --------- | ------- | --- |
| 2011   | Falcons | 13      | 95      | 54         | 959   | 17.8      | 80      | 8   |
| 2012   | Falcons | 16      | 128     | 79         | 1198  | 15.2      | 80      | 10  |
| 2013   | Falcons | 5       | 59      | 41         | 580   | 14.1      | 81      | 2   |
| 2014   | Falcons | 15      | 163     | 104        | 1593  | 15.3      | 79      | 6   |
| 2015   | Falcons | 16      | 203     | 136        | 1871  | 13.8      | 70      | 8   |
| 2016   | Falcons | 14      | 129     | 83         | 1409  | 17.0      | 75      | 6   |
| 2017   | Falcons | 16      | 148     | 88         | 1444  | 16.4      | 53      | 3   |
| Totalt | Totalt  | 95      | 925     | 585        | 9054  | 15.5      | 81      | 43  |

Statistik från Pro Football Reference